# Zynowij Matła
Zinowij (Zenon) Matła ukr. Зиновій (Зенон) Антонович Матла, ps. Swiatosław Wowk (ur. 26 listopada 1910 we wsi Mostki, zm. 23 września 1993 w Filadelfii) – ukraiński działacz nacjonalistyczny, członek OUN, publicysta.

## Życiorys
Ukończył ukraińskie gimnazjum akademickie we Lwowie (1930), następnie studiował matematykę na Uniwersytecie Lwowskim. Ponadokręgowy prowidnyk OUN. W 1934 aresztowany, w 1935 skazany za współudział w zabójstwie agenta Policji Państwowej Jacyny na karę śmierci, zamienioną na mocy amnestii na dożywocie. Karę odbywał w więzieniach na Świętym Krzyżu i w Rawiczu, uwolniony w czasie kampanii wrześniowej 1939.
W 1941 był dowódcą południowej grupy marszowej OUN-B. W latach 1941–1942 był przewodniczącym Krajowej Egzekutywy OUN-B w Dniepropetrowsku, w latach 1942-1943 był członkiem Prowodu OUN-B. referentem politycznym Prowodu. Z ramienia Prowodu prowadził rozmowy z Armią Krajową we Lwowie od jesieni 1942 do lipca 1943. Od maja do lipca 1943 członek trzyosobowego Biura Prowodu (obok Dmytra Majiwskiego i Romana Szuchewycza), które zastąpiło Mykołę Łebedia na funkcji p.o. krajowego prowidnyka OUN-B.
W lipcu 1943 aresztowany przez Gestapo, był więźniem niemieckich obozów koncentracyjnych Sachsenhausen i Auschwitz. Od 1945 na emigracji w Niemczech, od 1952 we Francji, później w Filadelfii w USA.
Był członkiem frakcji Zagraniczne Formacje OUN, od 1954 we frakcji Organizacja Ukraińskich Nacjonalistów za Granicą, razem z Lwem Rebetem. W latach 1971–1981 redaktor naczelny czasopisma Ameryka (ukr. Америка).
Autor wspomnienia Południowa grupa marszowa, oraz wielu prac publicystycznych.

## Wybrane prace
- Південна похідна група, Мюнхен 1952